# Gabriel (książę belgijski)
Gabriel Baldwin, książę Belgii, właśc. fr. Gabriel Baudouin Charles Marie, nid. Gabriël Boudewijn Karel Maria (ur. 20 sierpnia 2003 w Anderlechcie) – książę Królestwa Belgii, drugie dziecko króla Belgów Filipa i jego żony Matyldy. Wnuk króla Alberta II. Jest 2. w linii sukcesji do belgijskiego tronu.

## Życiorys
Książę Gabriel urodził się 20 sierpnia 2003 w szpitalu Erasmus w Anderlechcie w zespole miejskim Brukseli. Ochrzczony został 25 października 2003 roku. Kształcił się w Collège Saint-Jean-Berchmans w języku niderlandzkim. W 2019 roku rozpoczął naukę w International School of Brussels w Watermael-Boitsfort, która ma go przygotować do zdania matury w trybie międzynarodowym.

## Rodzina
Urodził się jako drugie dziecko Filipa i jego żony Matyldy, dzięki temu jest drugi w kolejce do tronu Belgii, zaraz po starszej siostrze Elżbiecie i przed, o dwa lata młodszym, bratem Emmanuelem oraz przed 5 lat młodszą siostrą Eleonorą.
Jego rodzicami chrzestnymi są hrabia Charles-Henri d'Udekem d'Acoz oraz baronowa Maria Cristina von Freyberg-Eisenberg-Allmendingen.
Wraz z rodzicami i rodzeństwem mieszka w Zamku Królewskim Laeken.

## Życie prywatne
Książę Gabriel włada biegle językiem francuskim, holenderskim i angielskim. Trenuje taekwondo, piłkę nożną, kolarstwo, tenis, narciarstwo i żeglarstwo. Przez 9 lat grał w hokeja na trawie w brukselskim klubie Royal Evere White Star Hockey Club. Potrafi także grać na fortepianie.

## Genealogia
| Prapradziadkowie                      | Król Belgów Albert I Koburg (1875-1934) ∞1900 Elżbieta Wittelsbach (1876-1965) | Karol Bernadotte (1861-1951) ∞1897 Ingeborg Glücksburg (1878-1958)             | Fulco VII Beniamino Tristano Ruffo di Calabria (1848-1901) ∞1877 Laura Mosselman du Chenoy (1851-1925) | Augusto Gazelli di Rossana e di Sebastiano (1855-1937) ∞1897 Maria Rignon (1858-1930)          | Fulco IV Antonio Ruffo di Calabria (1801-1848) ∞1835 Maximilien Francois d' Udeken d’Acoz (1861-1921) ∞1884 Marie van Eyll (1863-1935) | Clement Paul van Outryve d'Ydewalle (1876-1942) ∞1897 Madeleine Marie de Thibault de Boesinghe (1876-1931) | Michał Komorowski (1875-1950) ∞1904 Maria Zaborowska (1875-1953)                    | Adam Zygmunt Sapieha (1892-1970) ∞1918 Teresa Sobańska (1891-1975)                  |
| Pradziadkowie                         | Król Belgów Leopold III Koburg (1901-1983) ∞1926 Astrid Bernadotte (1905-1935) | Król Belgów Leopold III Koburg (1901-1983) ∞1926 Astrid Bernadotte (1905-1935) | Fulco Ruffo di Calabria (1884-1946) ∞1919 Luisa Gazelli di Rossana e di Sebastiano (1896-1989)         | Fulco Ruffo di Calabria (1884-1946) ∞1919 Luisa Gazelli di Rossana e di Sebastiano (1896-1989) | Charles d’Udekem d’Acoz (1885-1968) ∞1933 Suzanne van Outryve d’Ydewalle (1898-1983)                                                   | Charles d’Udekem d’Acoz (1885-1968) ∞1933 Suzanne van Outryve d’Ydewalle (1898-1983)                       | Leon Michał Korczak Komorowski (1907-1992) ∞1942 Zofia Sapieha-Kodeńska (1919-1997) | Leon Michał Korczak Komorowski (1907-1992) ∞1942 Zofia Sapieha-Kodeńska (1919-1997) |
| Dziadkowie                            | Król Belgów Albert II Koburg (1934) ∞1959 Paola Ruffo di Calabria (1937)       | Król Belgów Albert II Koburg (1934) ∞1959 Paola Ruffo di Calabria (1937)       | Król Belgów Albert II Koburg (1934) ∞1959 Paola Ruffo di Calabria (1937)                               | Król Belgów Albert II Koburg (1934) ∞1959 Paola Ruffo di Calabria (1937)                       | Patrick d’Udekem d’Acoz (1936-2008) ∞1971 Anna Maria Korczak Komorowska (1946)                                                         | Patrick d’Udekem d’Acoz (1936-2008) ∞1971 Anna Maria Korczak Komorowska (1946)                             | Patrick d’Udekem d’Acoz (1936-2008) ∞1971 Anna Maria Korczak Komorowska (1946)      | Patrick d’Udekem d’Acoz (1936-2008) ∞1971 Anna Maria Korczak Komorowska (1946)      |
| Rodzice                               | Filip I Koburg (ur. 1960) ∞1999 Matylda d'Udekem d'Acoz (ur. 1973)             | Filip I Koburg (ur. 1960) ∞1999 Matylda d'Udekem d'Acoz (ur. 1973)             | Filip I Koburg (ur. 1960) ∞1999 Matylda d'Udekem d'Acoz (ur. 1973)                                     | Filip I Koburg (ur. 1960) ∞1999 Matylda d'Udekem d'Acoz (ur. 1973)                             | Filip I Koburg (ur. 1960) ∞1999 Matylda d'Udekem d'Acoz (ur. 1973)                                                                     | Filip I Koburg (ur. 1960) ∞1999 Matylda d'Udekem d'Acoz (ur. 1973)                                         | Filip I Koburg (ur. 1960) ∞1999 Matylda d'Udekem d'Acoz (ur. 1973)                  | Filip I Koburg (ur. 1960) ∞1999 Matylda d'Udekem d'Acoz (ur. 1973)                  |
| Gabriel Koburg (ur. 20 sierpnia 2003) |                                                                                |                                                                                | |                                                                                                | | |                                                                                     |                                                                                     |